# Liste von Italien geführter Kriege
Das Königreich Italien führte seit seiner Gründung 1861 bis zur Ausrufung der Italienischen Republik 1946 hauptsächlich Kriege, um sein eigenes Territorium zu vergrößern. Darunter fallen auch der Eintritt des Königreichs in den Ersten Weltkrieg sowie die Teilnahme des faschistisch regierten Italiens auf Seiten der Achsenmächte an den frühen Feldzügen des Zweiten Weltkriegs. In der Endphase des Zweiten Weltkriegs verteidigte sich das faschistische Italien dann gegen die Invasionen der Alliierten. Als das Königreich Italien im September 1943 mit dem Waffenstillstand von Cassibile das Bündnis mit den Achsenmächten auflöste, setzte die faschistische Italienische Sozialrepublik den Widerstand gegen die Alliierten bis Kriegsende fort.

## Kriege zur territorialen Vergrößerung Italiens
- Dritter italienischer Unabhängigkeitskrieg, Deutscher Krieg 1866 (Niederlage Österreichs, entscheidender Sieg Preußens), Italien erhält Friaul und Venetien.
- Einnahme des Kirchenstaats 1870 (Italienischer Sieg), Italien erobert die übrigen Reste des Kirchenstaates.
- Eritreakrieg 1886–1889 (Italienischer Sieg), Italien kolonialisiert Eritrea und Somalia.
- Mahdi-Aufstand (1893–1894), Italien wehrt die Angriffe der Truppen des Mahdi Muhammad Ahmad ab und erobert seinerseits Kassala.
- Italienisch-Äthiopischer Krieg (1895–1896)  (Italienische Niederlage), Italien versucht Äthiopien zu annektieren, scheitert jedoch.
- Boxeraufstand in China 1900–1901 (Sieg der Vereinigten acht Staaten, unter anderem Italien), Italienische Truppen sind an der Verteidigung des Gesandtschaftsviertels in Peking, insbesondere der Xishiku-Kirche, sowie am Zweiten Expeditionskorps beteiligt.
- Italienisch-Türkischer Krieg 1911–1912 (Italienischer Sieg), Italien annektiert  den Dodekanes und Teile Libyens.
- Erster Weltkrieg, Gebirgskrieg 1915–1918 (Sieg der Entente), Italien erhält Istrien, Südtirol und einige andere Gebiete.
- Vlora-Krieg 1920 (Italienische Niederlage), Italien versucht die albanische Hafenstadt Vlora zu annektieren, scheitert jedoch.
- Zweiter Italienisch-Libyscher Krieg 1922–1932 (Italienischer Sieg), Italien besetzt Libyen vollständig.
- Abessinienkrieg (Sieg im regulären Krieg, Pattsituation im Guerillakrieg, Niederlage im Ostafrikafeldzug), Italien besetzt größten Teil Äthiopiens.
- Italienische Besetzung Albaniens 1939 (Italienischer Sieg), Italien besetzt Albanien (bis 1943).

### Frühe Feldzüge des Zweiten Weltkriegs
- Ostafrikafeldzug 1940–1941 (Italienische Niederlage), Verlust von Italienisch-Ostafrika.
- Afrikafeldzug  1940–1943 (Niederlage der Achsenmächte), Versuche, die Truppen des Commonwealth aus Nordafrika zu vertreiben, scheitern; nach Schlacht von El Alamein und alliierter Landung in Algerien und Marokko endet Zweifrontenkrieg mit definitiver Niederlage im Tunesienfeldzug.
- Griechisch-Italienischer Krieg 1940–1941 (Sieg der Achsenmächte), Italien scheitert bei dem Versuch, Griechenland allein einzunehmen, erreicht seine Ziele jedoch, nachdem die deutsche Wehrmacht zur Hilfe eilt.

## Späte Phase des Zweiten Weltkriegs (Verteidigung Italiens)

### Faschistisches Italien
- Operation Husky 1943 (Niederlage der Achsenmächte), Versuche, die alliierten Truppen an der Landung in Sizilien zu hindern, scheitern.
- Invasion in Italien 1943 (Niederlage der Achsenmächte), Versuche, die alliierten Truppen an der Landung in Italien zu hindern, scheitern.

### Italienische Sozialrepublik (RSI)
- Kampf südlich von Rom 1943/44 (Niederlage der Achsenmächte), Versuche, die alliierten Truppen an Vormarsch durch Italien zu hindern, scheitern.
- Landung bei Anzio 1944 (Niederlage der Achsenmächte), Versuche, die alliierten Truppen an der Landung zu hindern, scheitern.
- Kämpfe um die Gotenstellung 1944/1945 (taktischer Erfolg der Achsenmächte), der Vormarsch der Alliierten wird bis Ende April 1945 aufgehalten.

## Kriege, die Italien unterstützte

### Königreich Italien
- Spanischer Bürgerkrieg 1936–1939 (Sieg der von Italien unterstützten Nationalisten): Italien, Deutschland und Portugal unterstützen die Bildung einer faschistischen Diktatur in Spanien (→ Italienische Intervention in Spanien).
- Zweiter Weltkrieg:

- Westfeldzug 1940 (Sieg Deutschlands): Italien unterstützt im Juni 1940 einige Tage Deutschland im Krieg gegen Frankreich um sich einige Territorien in Südfrankreich zu sichern (→ Schlacht in den Westalpen).
- Deutsch-Sowjetischer Krieg 1941–1945 (Italien verlässt 1943 den Krieg): Italien unterstützt deutsche Truppen gegen die Sowjetunion, verlässt den Krieg aber nach der Niederlage bei Stalingrad.

### Republik Italien
- Koreakrieg 1950–1953: Italien unterstützt die Vereinten Nationen mit medizinischem Personal.
- Zweiter Golfkrieg 1990–1991 (Sieg der Alliierten): Italien unterstützt die Alliierten aktiv gegen den Irak.
- Kosovokrieg 1998–1999 (Sieg der NATO): Italien unterstützt die NATO aktiv beim Kampf gegen Jugoslawien.
- Irakkrieg 2003 (Sieg der Koalition der Willigen): Italien unterstützt die Vereinigten Staaten im Krieg gegen die Diktatur von Saddam Hussein.